# Société métallurgique de Normandie

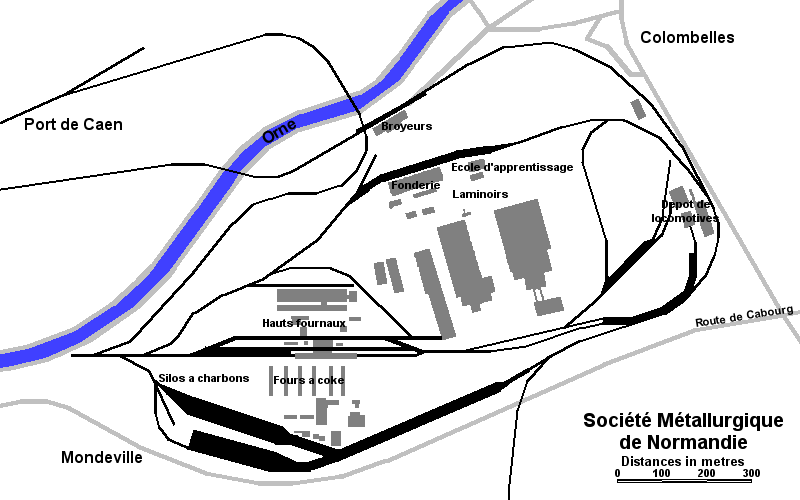
Plan du site de la SMN.

La Société métallurgique de Normandie (SMN) était une entreprise bas-normande lancée en 1917 et fermée en 1993, dont le siège social était à Mondeville, mais principalement située sur la commune de Colombelles, dans l'agglomération de Caen.
Au plus fort de son activité, elle employa jusqu'à 6 400 salariés, produisit 4 % de la production nationale d'acier et occupa le 67e rang des sociétés françaises en taille.

## Origines
Exploitées depuis l'époque gallo-romaine, les mines de fer de la haute vallée de l'Orne avaient permis une modeste activité métallurgique jusqu'à la Révolution française. Au début du XXe siècle, l'exploitation du gisement de minerai de fer de Soumont, à Potigny, relance l'activité métallurgique dans le Calvados.
À leur création en 1901, les mines appartiennent à la famille Thyssen à 40 %. En 1903, l'industriel allemand August Thyssen achète la majorité des actions de la Société minière et métallurgique du Calvados. Il souhaite utiliser le minerai de fer afin d'en approvisionner ses usines en Allemagne au moindre coût. Puis, en 1909, il achète des terrains à Colombelles pour y construire une usine sidérurgique. La position de la SMN, le long du canal de Caen à la mer facilite l’exportation par voie maritime. Mais son projet est très mal vu par la population car les relations étaient déjà tendues entre la France et l'Allemagne à la veille de la Grande Guerre. Thyssen choisit donc de s'associer avec un industriel français Louis Le Chatelier, président de la Société française de constructions mécaniques. Le 30 mai 1910, ils fondent la Société des Hauts Fourneaux de Caen,.
À sa fondation, la part française est limitée à 25 %, à cause de la participation minimale exigée par le Kohlensyndikat pour pouvoir bénéficier des livraisons de houille. Mais l'État français, sous la pression de la population, parvient à nouveau à limiter la participation de Thyssen en obtenant que la structure industrielle soit constituée en trois sociétés francisées à 60 % :  l'une pour l'exploitation minière de Soumont et de Perrières, l'autre pour la création et la gestion d'un port privé sur le canal de Caen à la mer et la dernière pour la construction de l'usine sidérurgique au nord-est de Caen. La participation allemande est ainsi globalement abaissée à 40 %. Le 11 mars 1912, la société devient la Société des hauts fourneaux et aciéries de Caen, et le capital est porté de 0,5  à   30 millions de francs. Les actions sont attribuées majoritairement à Thyssen et à la SFCM, pour 11 MFr chacun. Le conseil d'administration, présidé par Louis Le Chatelier, comporte six administrateurs français et trois allemands. Le 21 mai 1912, la société est admise en cotation à la Bourse. Le 29 juin, une augmentation de capital de 30 MFr supplémentaires est votée et en juillet, 15 MFr d'obligations sont émis. L'année suivante, en juin 1913, la Revue illustrée du Calvados titre : « Près de Caen, un Creusot s'élève ». Malgré la campagne de dénigrement qui fait rage, la société propose de nouveau au marché 15 MFr d'obligations supplémentaires en avril 1914.
La construction de l'usine commence au cours du second semestre 1912 pour une livraison prévue à l'été 2015 mais des problèmes financiers apparaissent rapidement en 1914 avec l'entrée en conflit des deux nations et l'arrêt brutal de la spéculation qui en découle.  La proposition de Schneider et Cie de finir la construction permet de les résoudre. En 1914, August Thyssen ne détient plus que 25 % des parts de la société. Le décret du 29 septembre 1914 de mise sous séquestre de tous les biens nationaux ennemis de la France ne perturbe en rien le fonctionnement, les Français s'efforçant de limiter ses effets par peur des représailles allemandes,. Le 31 octobre 1914, le président du tribunal de Caen annule les conventions intervenues entre le représentant de la société des hauts fourneaux et aciéries de Caen et Thyssen ; la part sociale appartenant à des sujets allemands est mise sous séquestre. L'usine emploie 3 000 personnes. Lorsque la guerre éclate, elle est réquisitionnée et fabrique des obus pour la Défense nationale. La 9 mars 1916, la société anonyme dite Société normande de métallurgie est créée. Elle reprend les capitaux de la société des hauts fourneaux et aciéries de Caen, rachetée par la famille Schneider après une âpre lutte avec sa concurrente la famille De Wendel.

## Activité

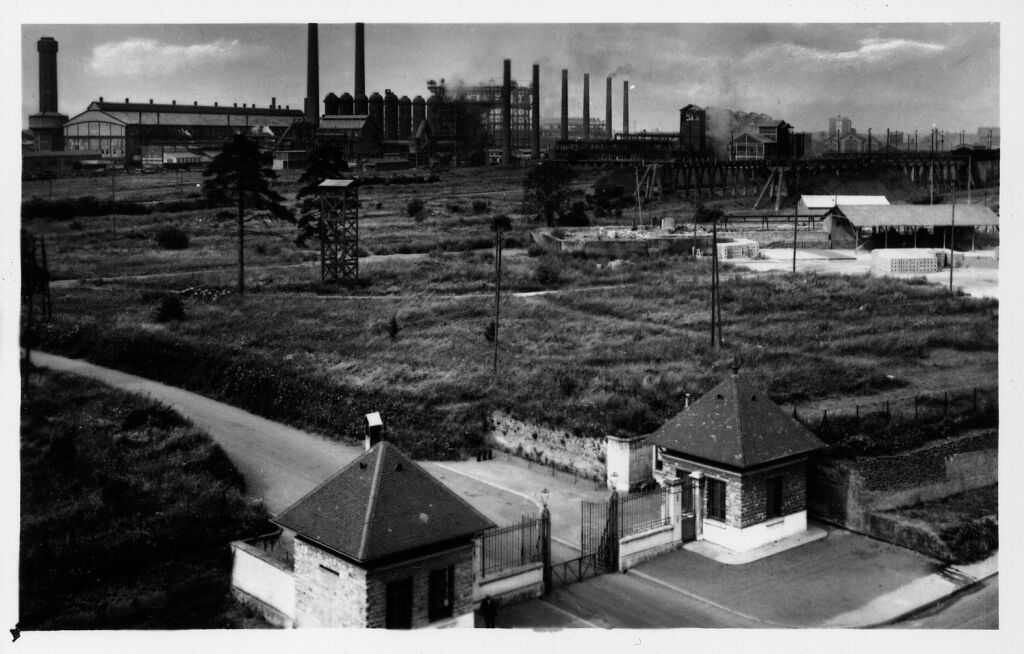
Entrée de l'usine dans les années 1930.

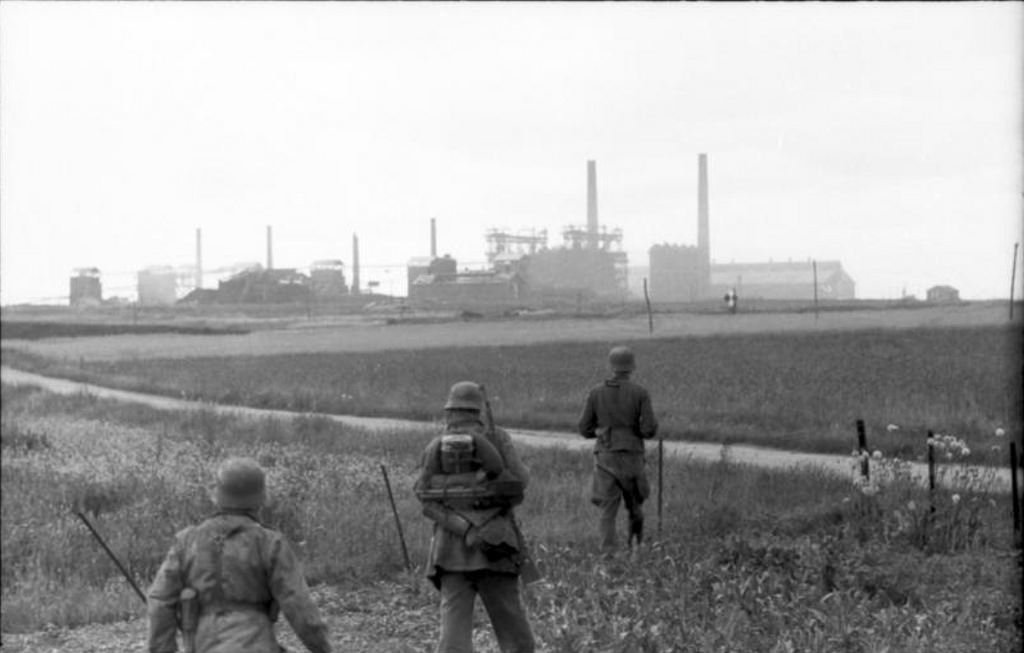
L'usine en 1944 avec une patrouille de surveillance de l'armée allemande.

Le 12 novembre 1916, le ministre des Travaux publics, Marcel Sembat, et le sous-secrétaire d’État chargé de l'Artillerie et de l'équipement militaire, Albert Thomas, allument symboliquement les premiers fours à coke du site. Le 19 août 1917, le ministre des Travaux publics, Albert Thomas, et le sous-secrétaire d'État aux Fabrications de guerre, Louis Loucheur, allument le premier haut fourneau du site,, le plus grand du monde à cette époque. Le deuxième est mis en service en 1918. En 1925, la SNM devient la SMN. L'usine est alors dotée de deux hauts fourneaux, trois convertisseurs Thomas, cinq fours Martin ; ainsi que 250 fours à coke. L'usine, employant 4 007 ouvriers, produit alors 205 514 tonnes de fonte. En 1933, la proportion d'ouvriers étrangers est de 37 %. En 1938, l'usine produit 250 000 tonnes d'acier et couvre 160 hectares sur une presqu'île entre le canal, l’Orne et un plateau situé sur la rive droite de l'Orne. Elle exporte dans toute l'Europe et en Afrique. Au début des années 1940, 4 000 ouvriers travaillent sur le site, venus principalement d’Europe de l'Est et du Sud ; Colombelles a multiplié sa population par dix en dix ans. L'usine prend en charge la construction de cités ouvrières, dont la plus importante, le Plateau, à cheval sur Colombelles, Mondeville et Giberville. Elle ouvre, selon le modèle du paternalisme industriel, des écoles, un centre de formation d'apprentis, des crèches, une bibliothèque, des clubs sportifs pour les enfants (Michel Hidalgo commence le football dans le club de la SMN).
Mais la Seconde Guerre mondiale interrompt l'activité. Les autorités allemandes ordonnent peu à peu la reprise du travail mais celle-ci ne peut être que partielle à cause des difficultés d'approvisionnement en matières premières, en particulier le charbon. Ils produisent cependant des obus et emploient plus de 3 000 personnes mais cette production en fait une cible pour les bombardiers anglais. L'usine doit éteindre le dernier haut fourneau en 1942, les effectifs chutent à 900 employés. À partir de 1943, le STO est mis en place et absorbe de nombreux ouvriers. À la Libération, les bâtiments n'échappent pas aux bombardements qui détruisent en partie de nombreuses villes normandes, dont Caen et son agglomération, mais la reconstruction est rapide : en 1950, un des deux hauts fourneaux refonctionne, en 1952 la SMN retrouve sa pleine capacité de production avec ses deux hauts fourneaux, un troisième est construit et allumé en 1959. L'essor est important durant les Trente Glorieuses, 6 000 ouvriers sont employés, c'est le plus important site industriel de la région. La production atteint 1 000 000 de tonnes en 1973 dont la moitié est exportée via le port de Caen.

## Complexe ferroviaire
En 1912, la déclaration d'utilité publique pour l'établissement d'un chemin de fer minier entre l'usine et les mines du sud de Caen, notamment celles de Saint-Germain-le-Vasson et Potigny, est signée ; la voie site propre à écartement standard longue de 29 km n'ouvre qu'en 1920. L'usine disposait de sa propre gare de marchandise dont le poste de contrôle se situait à Colombelles. Une autre gare, dite de Clopée, assurait la liaison entre le chemin minier, le port privé de la SMN et le réseau ferré de l'État. Le port de la SMN est également relié au chemin de fer minier de Caen à Soumont-Saint-Quentin.
L'important complexe ferroviaire se développe en même temps que l'usine. Au plus fort de l'activité de l'usine, ce réseau privé était composé de 132 kilomètres de voies ferrées gérées par trois postes d'aiguillage de type PRS. Utilisant 450 wagons, ce complexe permet le trafic interne de 5 000 000 tonnes annuelles.
On y employait de nombreuses petites locomotives à vapeur puis locotracteurs diesel. Ils possédaient également des anciennes G 10 prussiennes, T 14 prussiennes, 040 TA, 150 Y, 150 X, 141 TB et réceptionnent leurs premières locomotives de forte puissance en 1958, les 901 à 906
D’autres locotracteurs à l’allure proche des Y 51100 mais construits par la SACM avec un moteur MGO V8 de 400 ch (SACM Type 12).
Il existait même quelques trains de voyageurs destinés à acheminer le personnel. Ils étaient d’abord constitués d'autorails Decauville État puis de rames de voitures prussiennes ou de voitures modernisées ouest à deux essieux. Ce service prend fin en 1979.

## Fermeture

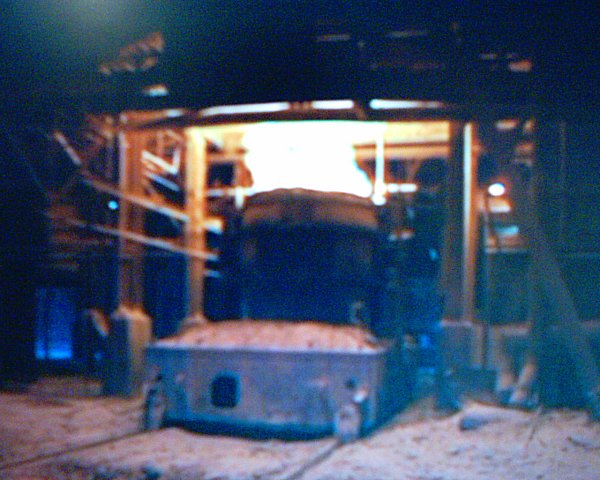
Usine de la SMN en fonctionnement.

Devenue propriété d'Unimétal du groupe Usinor-Sacilor, aujourd'hui ArcelorMittal, l’usine n'échappe pas à la crise qui touche le secteur de la métallurgie en Europe occidentale au milieu des années 1970. La SMN se spécialise dans la production de fil machine. Les licenciements sont nombreux. Le sort de l'usine est inévitable, la fermeture est décidée à la fin des années 1980. La dernière coulée a lieu le 5 novembre 1993, malgré l'acharnement des employés pour maintenir l'activité. De nombreuses manifestations se déroulent dans le centre-ville de Caen, allant parfois jusqu'à l'affrontement avec la police. La direction de la SMN, le patronat local et la droite, ont affirmé dans la presse locale qu’il est « normal que les travailleurs de la SMN soient reclassés en perdant de l’argent, voire la moitié de leurs salaires ». La ville de Colombelles est ruinée, une grande partie de la population était « métallo » et les taxes constituaient 65 % du budget de la commune.
Le site est longtemps resté à l'état de terrain vague après le démantèlement des bâtiments. Une partie est reconstruite à Handan en Chine dont l'acier bon marché avait participé au déclin de la SMN. En novembre 2006, les trois petits réfrigérants surplombant l'Orne sont démolis mais le plus grand, le « Chaudron », est laissé afin de témoigner de l'activité de ce qui fut la plus importante industrie de la région. À partir de mars 1999, des sociétés agroalimentaires s'implantent peu à peu sur le site ainsi que des entreprises du secteur tertiaire, dont un campus technologique Philips Semiconductors (devenu NXP) qui ouvre en décembre 2006.

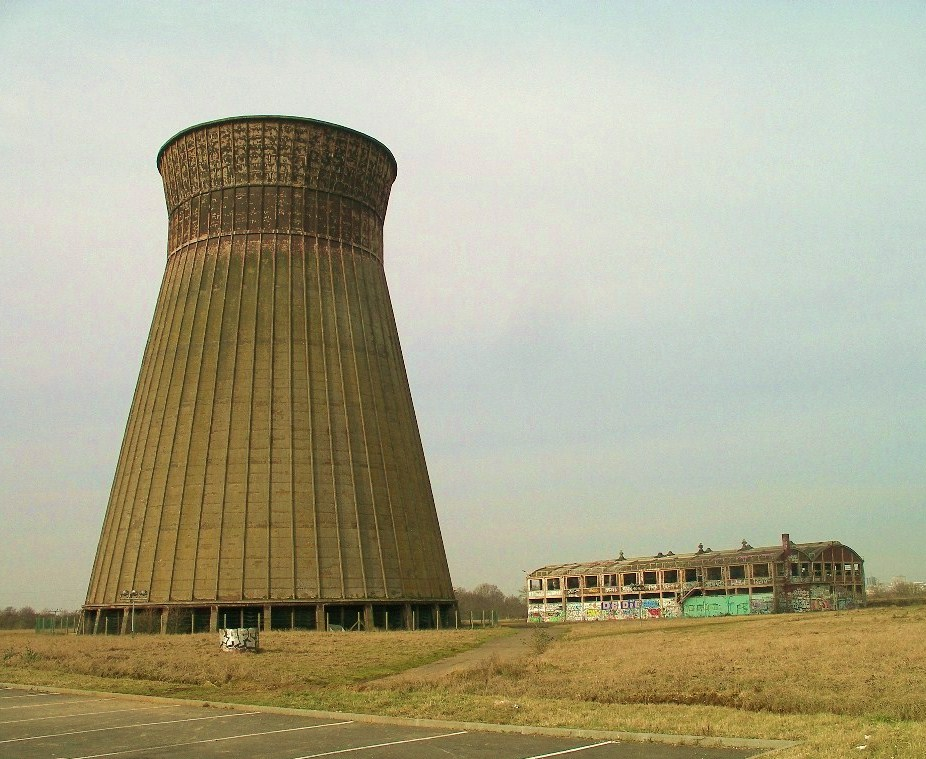
Le « chaudron ».
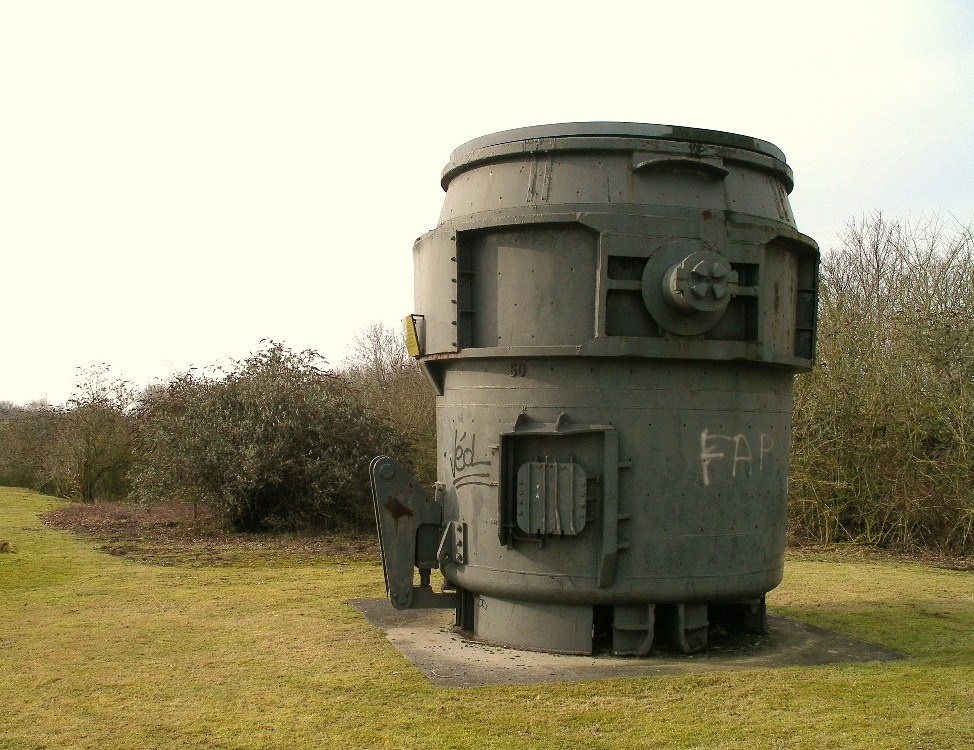
Poche d'acier servant à transporter le métal en fusion.
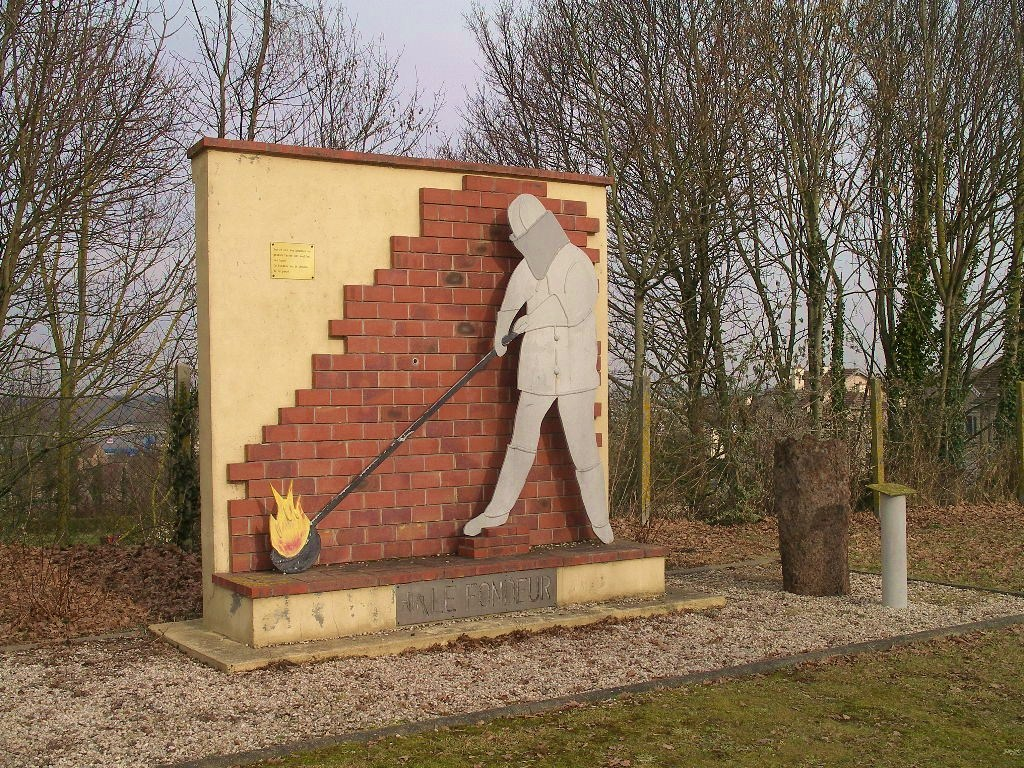
Monument en souvenir des fondeurs.
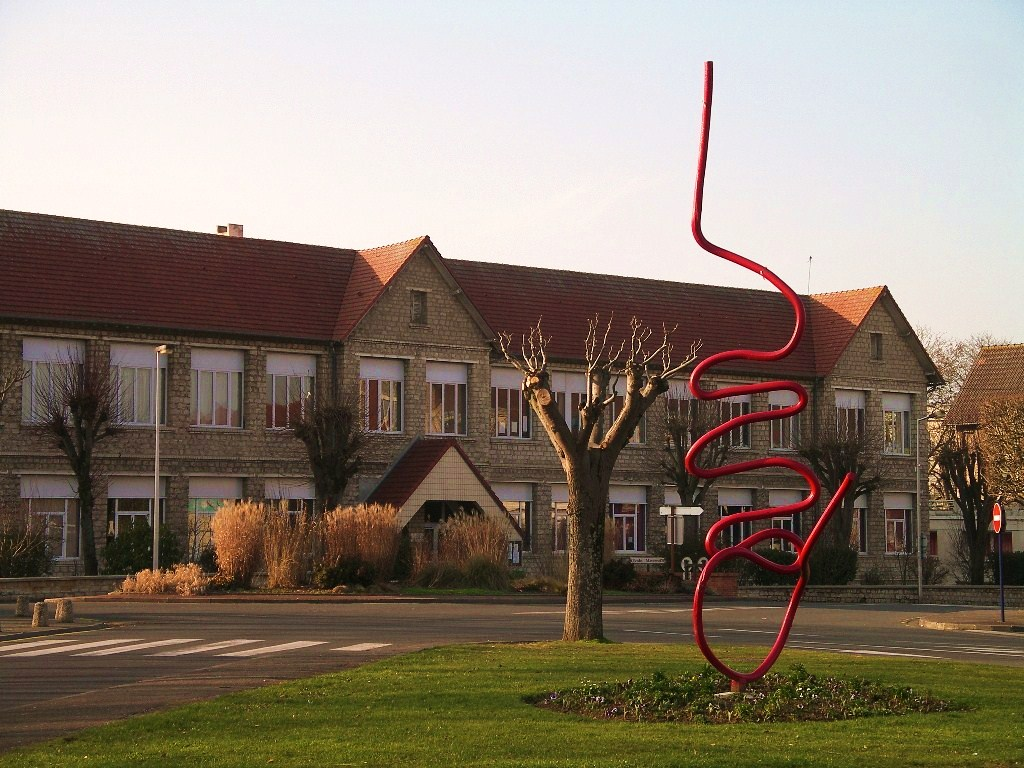
Monument de la dernière coulée du 5 novembre 1993.

## Reconversion du site

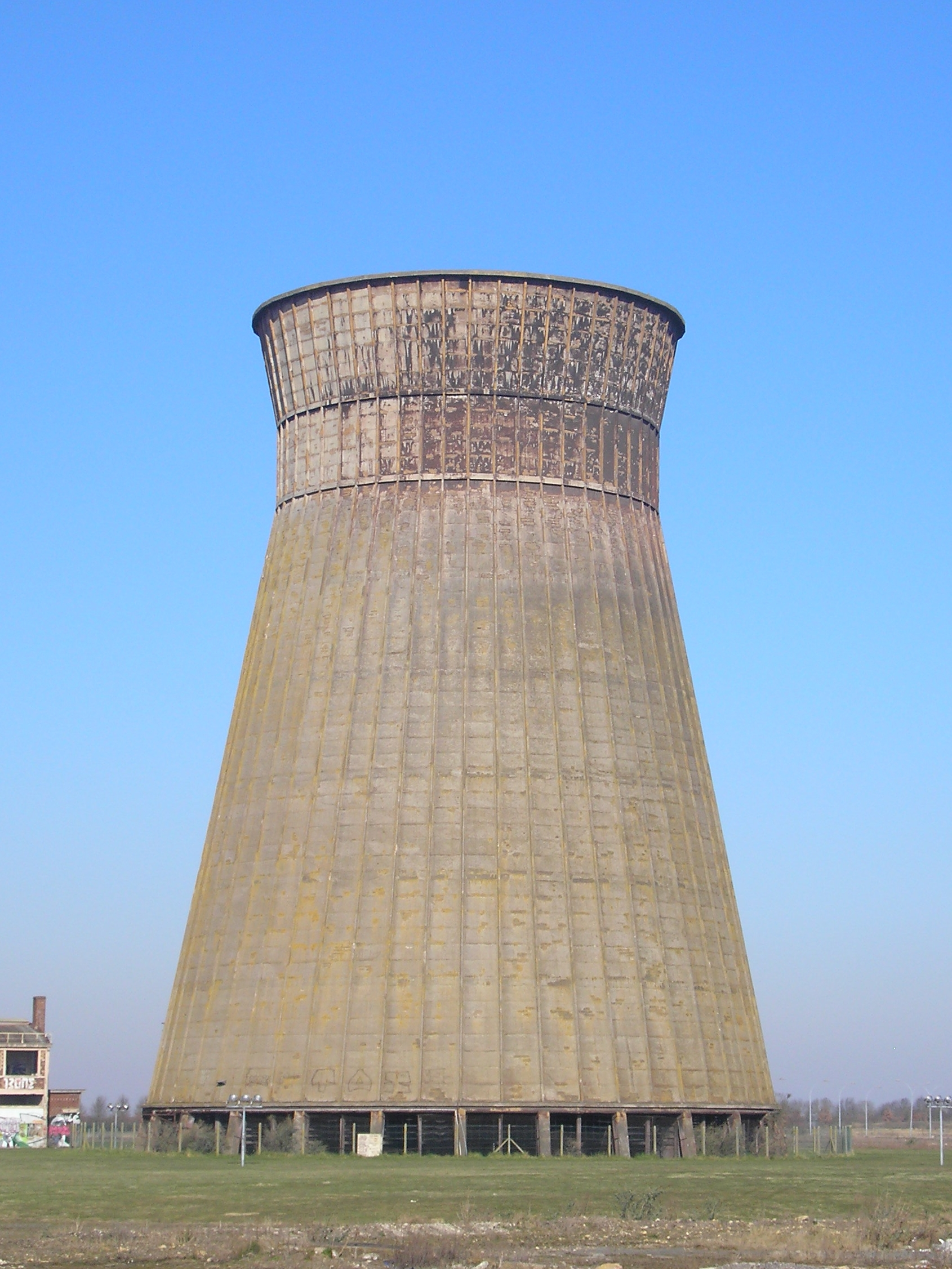
L'ancienne tour réfrigérante.

L'ancien territoire de l'usine a été dépollué et a fait l'objet d'un traitement paysager conçu par Dominique Perrault entre 1996 et 2000. L'ancienne tour de refroidissement principale a été conservée comme un emblème important de ce passé ouvrier et mise en lumière la nuit. Deux zones d'activités ont été aménagées sur le site.
Sur 58 hectares le long de la route de Cabourg, la SEM Normandie Aménagement a créé une zone d'activités dédiée à l’agroalimentaire et baptisée Normandial. On y trouve, par exemple, la cuisine centrale des centres hospitaliers de Caen, la biscuiterie Jeannette ou l'entreprise Godfroy.

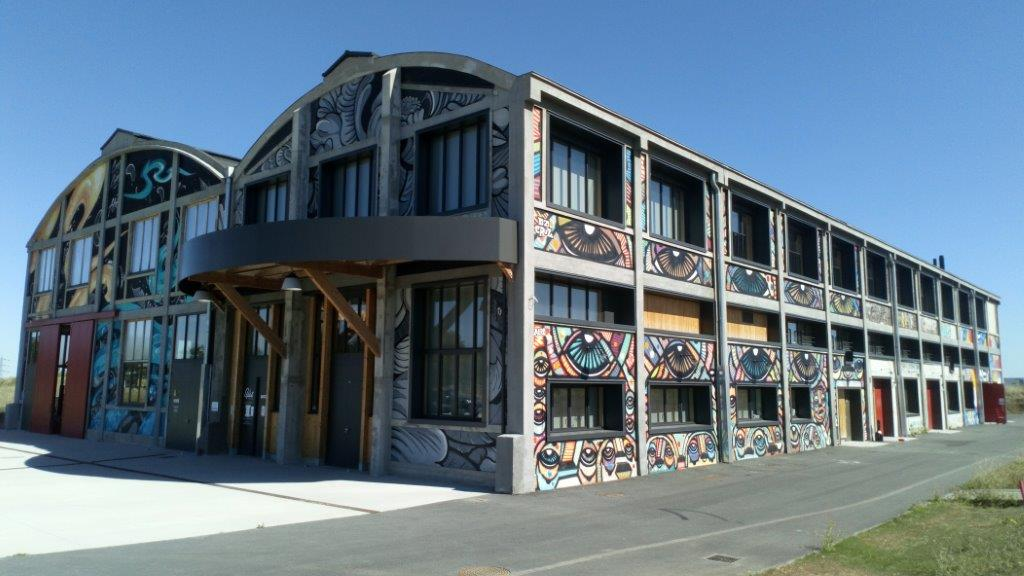
Tiers-lieu de la Grande Halle.

Plus à l'ouest, une zone d'activités à vocation de haute technologie a été ouverte sur 25 hectares. Ce campus technologique, baptisé Effiscience, regroupe des entreprises innovantes et de haute technologie (NXP Semiconductors notamment), des laboratoires de recherche et des entreprises de services en collaboration avec des centres de formation (ENSICAEN). Il est doté d'une pépinière d'entreprises de 3 000 m2. D'autres projets ont été envisagés autour de ce campus, comme un lycée international ou un centre d'art contemporain à dimension nationale voire européenne dans les vestiges de l'usine (grande halle et tour réfrigérante), en association avec le Centre national d'art et de culture Georges-Pompidou. Jugés trop ambitieux, ces projets ont été abandonnés et la réflexion s'est portée sur la création d'un tiers lieu autour de l'économie circulaire. Le chantier de restructuration de la Grande Halle a donc démarré en mars 2018. Régulièrement présenté aux habitants qui souhaitaient suivre son évolution dans l'espace de médiation baptisé Cité des chantiers, il s'est achevé en septembre 2019 et a été ouvert au public le 11 octobre 2019. Le projet a été présenté au Pavillon français à la XVIe Biennale de l'architecture de Venise. La Grande Halle a accueilli jusqu'à mai 2023 un tiers lieu dédié à l'innovation sociale, cultuelle et écologique, le Wip. La Micro-Folie qui lui avait été adossée en 2019 est toujours en activité, avec son musée numérique, son mini-lab et ses ateliers créatifs. Le 22 avril 2025, le maroquinier de luxe, Hermès, annonce l'implantation près de la Grande Halle de sa 27e maroquinerie dont l'ouverture est prévue à l'horizon 2028. 
Par ailleurs, plus à l'est, à proximité de l'ancienne cité ouvrière du Calvaire, un ensemble de logements a été construit par la communauté d'agglomération Caen la Mer (ZAC Jean-Jaurès). Sur 14 hectares, il regroupe des logements collectifs (40 % en intermédiaires) et des maisons individuelles. 34 % des habitations construites sont des logements sociaux. Des commerces et des services ont également vu le jour. La zone d'aménagement concerté a été créée en mars 2005 et les premiers habitants ont pris possession de leur logement en 2012. La place Mendès-France, conçue en concertation avec la population de ce nouveau quartier, a été inaugurée le 5 juillet 2017.
Enfin la reconversion du site passe par la création, au pied de l'ancienne tour réfrigérante, d'une ferme solaire urbaine et innovante, qui occupe 19,3 ha de l'ancien Grand Pré. Elle est entrée en fonctionnement le 8 août 2018. Elle doit délivrer une énergie électrique d'environ 11,4 millions de kilowattheures par an, ce qui pourrait représenter l'équivalent de la consommation d'environ 4 500 foyers, hors chauffage.

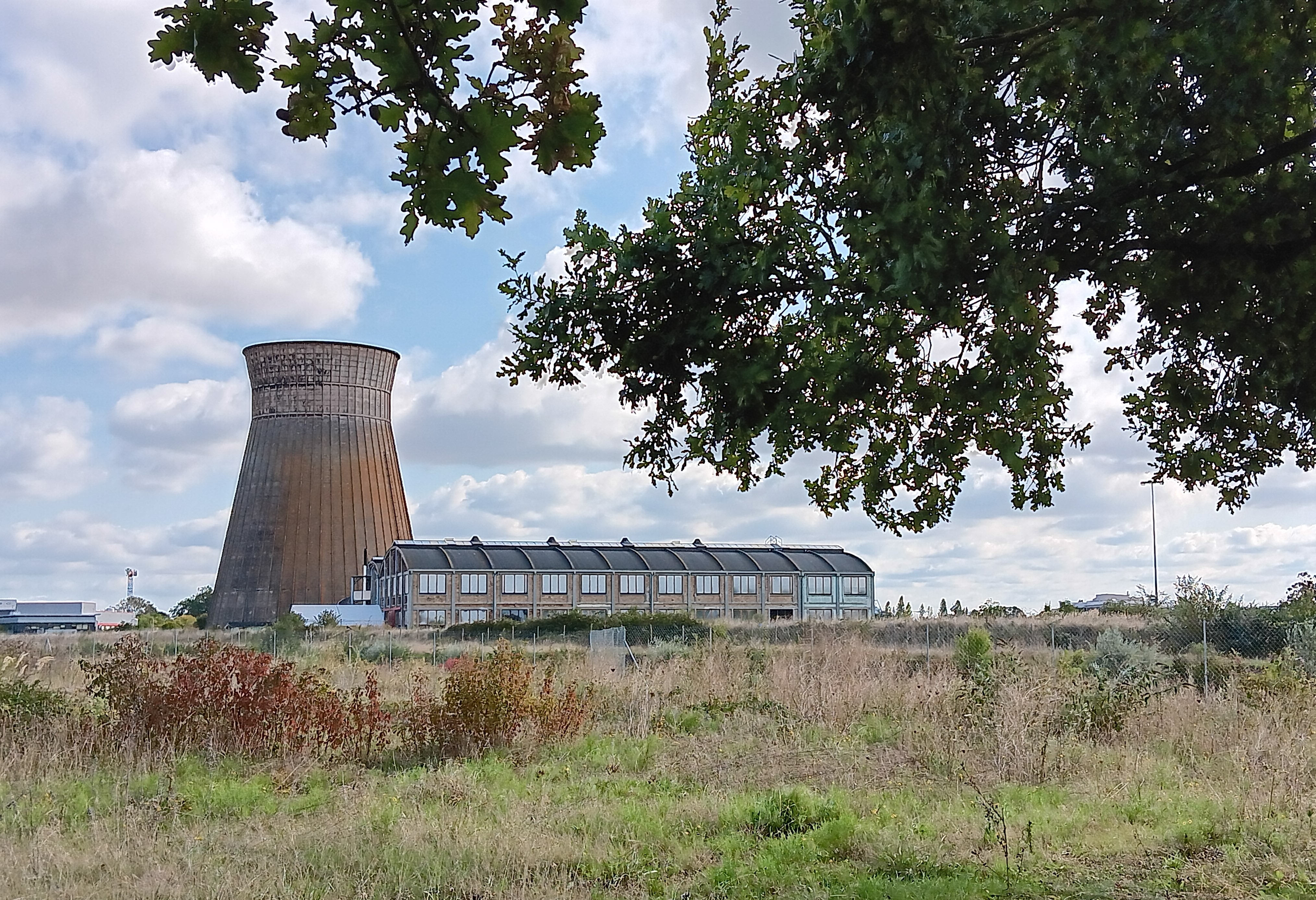
Le site depuis la rue du 5-Novembre-1993 (septembre 2024).

En souvenir de la dernière coulée (cf. supra), l'odonyme « rue du 5-Novembre-1993 » a été donné en 2012 à une nouvelle voie de la zone réhabilitée, située dans l'axe de l'ancienne tour réfrigérante.